# ロイヒ
Kamaʻehuakanaloa海山（英: Kamaʻehuakanaloa Seamount）、旧称ロイヒ（英: Lōʻihi）とは、アメリカ合衆国、ハワイ島からおよそ35 km (22 mi)南東沖にある活発な海底火山である。山頂は地球上最大の楯状火山であるマウナ・ロア山の中腹、海面下975 m (3,000 ft)に位置している。「ロイヒ」とは、ハワイ語で「長い」を意味する言葉である。
最近のハワイ神話研究者により、大地の女神ハウメアと、海の男神カナロアの間に生まれた子どもとされる、赤みがかった島（Kamaʻehu）がこの海底火山のことを指す可能性が指摘された。このことから、2021年7月のハワイ地名委員会は地形名を"Lōʻihi"から"Kamaʻehuakanaloa"（カナロアの赤みがかった子ども）に変更した。

## 概要
ロイヒはハワイ-天皇海山列のなかで一番新しくできた火山である。
ロイヒはハワイ諸島を構成する火山列の中で形成された年代が最も若い。ハワイにある火山の成長史のなかで、現在のロイヒは幼年期（Submarine preshield stage：直訳すると「海底火山/先盾状火山期」「先楯状期」）に相当する。2012年の現時点では、ロイヒ以外に幼年期にあたる火山は、ハワイ諸島の火山のなかでは発見されていない。ロイヒは海底深くで火山島へと成長しつつある海底火山であるといえる。
ロイヒは約40万年前に形成を始めた。今後1万から10万年後頃になれば、海面上に姿を現しはじめるだろうと予測されている。ロイヒは深海底から比高3,000 m (10,000 ft)以上に聳え立っている。この高さはセント・ヘレンズ山が1980年に起こした破局的な噴火で低くなる前の海抜標高に匹敵しているか、それを追い抜くほどになっている。今のところ、山頂は海面下975 m (3,000 ft)に届いている。ロイヒ山頂周辺の熱水噴出孔には多種多様な微生物群が生息している。

## 特徴

### 地質
ロイヒは地球最大の楯状火山であるマウナ・ロア山の中腹に存在している海山である。この火山はハワイ・ホットスポットが生み出した、長大なハワイ-天皇海山列を構成する火山の中で最も若い火山である。形成年代が古いマウナロア山とロイヒとの山頂間の距離は、およそ80 km (50 mi)である。この距離は偶然にもハワイ・ホットスポットの直径と一致している。ロイヒの頂上部は、三つの火口（ピット・クレーター）があり、それぞれ、山頂直下から北方向に11 km (7 mi)、南南東方向に19 km (12 mi)の長さにわたって割れ目帯（リフト・ゾーン）が伸びている。
3つの頂上火口は、それぞれ、西火口（West Pit）、東火口（East Pit）、そしてペレ火口（Pele's Pit）と名付けられている。ペレ火口はこの中で一番若く、山頂の南部にある。ペレ火口の火口壁は200 m (700 ft)の高さで立ち上がっている。これは、1996年7月に、その前身であるペレ噴出口（Pele's Vent）が陥没して形成された。ペレ噴出口は、ロイヒ山頂直下にあった熱水噴出領域であった。ペレ火口の壁が驚くほど分厚いことは、これらの火口は過去に何度も溶岩で充たされたことがあることを示唆している。この火口壁は、平均して20 m (70 ft)の幅が有る。特記すべきはこの厚みで、ハワイの陸上によく見られる火口と比較しても異常なほどである。

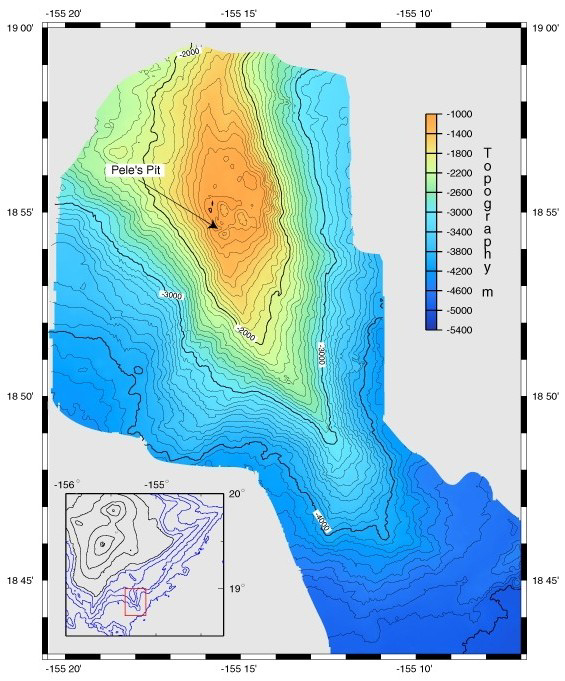
ロイヒ周辺の水深測量で得たデータから起こされた水深図；矢印の先はペレ火口を示す。

ロイヒには南北方向に延びるリフト・ゾーンがある。これが海山特有の南北に細長く引き伸ばされた形をつくる元になっている。それゆえ、この海底火山の名前はハワイ語で”長い”を意味する「ロイヒ」と命名されたのである。北リフトゾーンは、長い西の分枝部と短い東リフトゾーンから成っている。観測結果から、南北両方のリフトゾーンには海底の堆積物が積もっていないことが明らかになっている。このことから、地質年代的にごく近い時期に火山活動を起こしたことを示している。北リフトゾーンの膨出部は3つの60–80 m (200–260 ft)の円錐形をした高まりを内に含んでいる。
1970年まで、ロイヒは太古の昔に活動を止めた火山だと考えられていた。海洋底拡大に伴い、太平洋プレートに乗って、あたかもベルトコンベア上に載せられた小包のようにして、生まれた場所から遥か離れたこの地まで運ばれてきたのだと思われてきた。ハワイ諸島が下に敷いている海洋底は東太平洋海膨で作られてから8千万年から1億年たっている。太平洋の海洋底拡大軸でマントルからマグマが湧き上がっては噴出してできた新たな海洋地殻は、拡大軸から離れる方向へ動き続けている。そのような長期間にわって、ハワイの下の海洋底は東太平洋海膨から6,000 km (4,000 mi)西に行った現在の位置まで旅をして古代の海山を運んできたのだと思われてきた。ロイヒがハワイ-天皇海山列の正式なメンバーであると判明したのは、1970年、ハワイ島沖で起きた群発地震を科学調査した時である。ロイヒの山頂火口の年齢パターンは、ロイヒ自体がハワイホットスポットの真上にあった発生地点から動くにつれて火山活動の中心をゆっくりと東に移らせているということを確証させた。

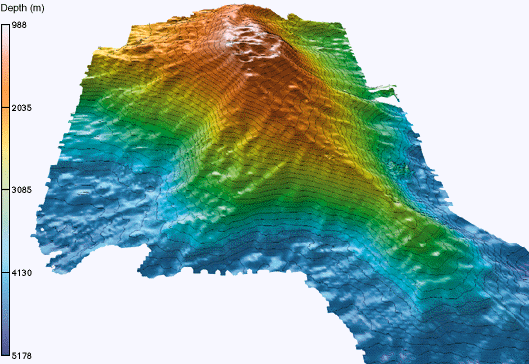
海山の3D-CGレンダリング

ロイヒは海底から3,000 m (10,000 ft)以上もそびえたっている。しかし、未だその頂きは海面よりも975 m (3,199 ft)下にある。ロイヒは約5度の傾きのある海底で形成された。マウナロアの中腹にある海山の北側の基盤は海面下1,900 m (6,200 ft)にある。しかし、その南側の基盤は更に深いところ、海面下4,755 m (15,600 ft)の深海にある。それゆえ、山頂は、海山の北麓を基準にして測ると931 m (3,054 ft)の比高が有るといえるが、南麓を基準にして測ると3,786 m (12,421 ft)の比高があるといえる。
ロイヒは、ハワイ型の火山の成長段階を辿る途中にある。それは、ハワイ諸島に所在する全ての火山に典型的なものである。ロイヒの溶岩からの地球化学的な知見は、幼年期から盾状火山期（Shield volcano stage）への過渡期にあるということを示している。この火山は、ハワイにある火山における初期の発達段階の研究についての価値ある手がかりを提供してくれている。ハワイの幼年期の火山は急峻な山裾があり、火山活動は低調でアルカリ玄武岩の溶岩を噴出することが判っている。火山活動が長期間にわたって継続すれば、現在ロイヒ海山の存在する海域がやがては火山島になるだろうと期待されている。ロイヒは数回にわたる海底地すべりを経験してる。海底火山が上へ上へと成長することは、その斜面を不安定な状態にする。実際に、山体崩壊によって堆積したと思われる広大な緩斜面が急峻な南東斜面の下に存在している。他のハワイにある火山で採取された同様の堆積物は、ハワイの火山の初期の成長段階にとって地すべりによる岩屑は重要なものであるということを示している。ロイヒは今後1万年から10万年以内には海面に顔を出すであろうと予想されている。

### 成長段階と火山の年齢
ロイヒから採取された岩石標本の年代を特定するために放射年代測定が使われた。ハワイ火山学センター（Hawaii Center for Volcanology）は、数回の学術調査を目的とした航海で記録されたサンプルを試験した。特筆すべきは1978年の17回もサンプルを浚い上げるのに成功した調査航海であった。殆どのサンプルは古代にその起源をもつように思われた；最も古い記録が残された岩石は30万年前のものであった。1996年イベントを受けて、作られてからそう年代を経ていない火山砕屑岩（角礫岩、Breccia）数個も採集された。サンプルを基にして、科学者チームはロイヒの生成年代を、今よりおよそ40万年前であろうと推定した。山体は、基底部では1年当たり平均して3.5 mm (0.14 in)、頂部では7.8 mm (0.31 in)の割合で積み重なっていた。もし、例えばキラウエア火山のような他の火山で得られたデータモデルがロイヒでも当てはまるとすると、火山の重量の40パーセントが最近10万年以内に形成されたことになる。リニアな成長モデルが当てはまると仮定すれば、ロイヒは形成開始から25万年経っていることになる。しかしながら、全てのホットスポット火山と同様に、ロイヒの火山活動レベルは時間が経過するとともに増大したと考えられる；それゆえ、このような火山がロイヒの規模に達するまでに、少なくとも40万年は掛かったと考えられる。ハワイ諸島の火山は北西方向に年間10 cm (4 in)の割合で引きずられているので、ロイヒは、海底で初めて噴火した時には現在地より40 km (25 mi)南東にあったはずである。

## 火山活動
ロイヒは地質学的には形成年代が若く、活発な火山活動をしていることが顕著な海底火山である。しかしながら、近くにあるキラウエア火山より火山活動は激しくない。過去のある短期間には、ロイヒで数回にわたる群発地震が発生した。その中で最大の物は下記に示す表中にまとめられている。現在では、この海山の火山活動は、火山によって引き起こされる地震が1959年から収録されている地震計での記録波形をさかのぼることでも研究が進められている。ロイヒで起こる大抵の群発地震は一度始まってから2日間以内に収まってきた。うち2件の例外は数か月にも及んだ1991年から1992年にかけての地震、および、1996年の噴火事象（以下1996年イベント）である。これは短期間で終わったが、論文に取り上げられる群発地震のなかで一番多く言及されている。両方の地震とも、山腹から始まり、山頂にかけて広がっていくという、決まった地震活動の様式を踏襲していた。1996年イベントは、自律的海底観測所（autonomous ocean bottom observatory ：OBO）で、直接観測されていた。これにより、科学者にとって、震源は山頂直下6 km (4 mi)から8 km (5 mi)までの深さにあると判明した。この場所はロイヒのごく浅いマグマだまりに近い位置である。この計算結果からは、ロイヒでおこる群発地震は火山に起源をもつものであるという証拠になった。
1959年からロイヒで詳細に記録された低レベルの地震活動により、2回から10回の地震が山頂で起こっていることが突きとめられた。 群発地震のデータはロイヒを構成する火山岩が地震波をどのくらい良く伝播するか、および、地震と噴火の関係を調べるために使われた。この低調な地震活動は、100回ほどの地震で構成された大規模な群発地震により、周期的に中断されていた。大部分の地震の震源域は山頂近くには分布していなかったが、北から南へと震源域の分布が延びる傾向があった。むしろ、強いて言うならば、ほとんどの地震はロイヒの南西部でおきていた。1971年、1972年、1975年、1991から1992年、1996年の期間に、ロイヒで記録的な最大規模の群発地震が発生した。強烈な地震が集中して起こる場所は、ロイヒの周囲30 km (20 mi)からハワイ島の南岸にかけてである。マグニチュード2以下の地震イベントは頻繁に記録されるが、小さい地震の震源の位置は的確に検知できないでいる。これとは対照的に大規模な地震の場合は震源が正確に特定できる。実際のところは、ロイヒの中腹に設置されたHUGOがハワイ火山観測所（HVO）の地震ネットワークで記録されたよりも10倍の頻度で地震を記録している。

### 1996年の群発地震
| 主要な火山活動 | \| 西暦 \| 摘要 \| \| -------------- \| -------------------------------------------------------------------------------------------------------------------------------------------------------- \| \| 1996 \| 1996年初に噴火した形跡、夏、大規模な群発地震、良好な記録が残る。1996年2月25日に開始し、同年8月9日までには終息[17][18]。 \| \| 1991 \| 最近の群発地震を追跡するために海山に設置されているOBO（自律的大洋底観測所）が、山体が収縮している兆候を集めた。マグマの地下深くへの収縮によると推定[5]。 \| \| 1986 \| 噴火の可能性、1986年9月20日（1日限り）[18]。 \| \| 1984–85 \| M3以上の9回の事象。1984年11月11日から1985年1月21日にかけて、3.0から4.2の地震が記録された[17]。おそらく噴火したと思われるが詳細不明[18]。 \| \| 1975 \| 1975年8月24日から同年11月にかけて、際立った群発地震[18]。 \| \| 1971–72 \| 1971年9月17日から1972年9月にかけて噴火した可能性あり[18]。噴火の詳細については判っていない。 \| \| 1952 \| 1952年にロイヒで起こった群発地震により初めてこの火山に科学的関心が向けられた。その以前にはロイヒは死火山であろうと考えられていた[5]。 \| \| 50 BC ± 1000 \| 記録から確認された古代の噴火[18]。 \| \| 5050 BC ± 1000 \| 記録から確認された古代の噴火[18]。 \| \| 7050 BC ± 1000 \| 確認された古代の噴火、東側山腹で活動した見込みが最も有力[17]。 \| この表では、噴火した可能性のある事象、および、主要な噴火事象しか記載していない。ロイヒは複合的な群発地震がほぼ年2回を基本として起こる場所でもある。 |
| 西暦           | 摘要 |
| 1996           | 1996年初に噴火した形跡、夏、大規模な群発地震、良好な記録が残る。1996年2月25日に開始し、同年8月9日までには終息。 |
| 1991           | 最近の群発地震を追跡するために海山に設置されているOBO（自律的大洋底観測所）が、山体が収縮している兆候を集めた。マグマの地下深くへの収縮によると推定。 |
| 1986           | 噴火の可能性、1986年9月20日（1日限り）。 |
| 1984–85        | M3以上の9回の事象。1984年11月11日から1985年1月21日にかけて、3.0から4.2の地震が記録された。おそらく噴火したと思われるが詳細不明。 |
| 1975           | 1975年8月24日から同年11月にかけて、際立った群発地震。 |
| 1971–72        | 1971年9月17日から1972年9月にかけて噴火した可能性あり。噴火の詳細については判っていない。 |
| 1952           | 1952年にロイヒで起こった群発地震により初めてこの火山に科学的関心が向けられた。その以前にはロイヒは死火山であろうと考えられていた。 |
| 50 BC ± 1000   | 記録から確認された古代の噴火。 |
| 5050 BC ± 1000 | 記録から確認された古代の噴火。 |
| 7050 BC ± 1000 | 確認された古代の噴火、東側山腹で活動した見込みが最も有力。 |

ロイヒで記録された最大規模の活動は、1996年の7月16日から同年8月9日にかけての群発地震、その数4070回を数えたものであった。この一連の地震は、現在までにハワイにある火山で取られた地震記録の中で揺れの強烈さと回数の双方において最強クラスのものだった。ほとんどの地震はモーメント・マグニチュードにしてM3.0未満の規模であった。マグニチュード3.0以上のものは数百回、その中でも40回以上がM4.0以上であり、M5.0を記録した微動もあった。
群発地震の最後2週間は1996年8月に発足したクイック・レスポンス・クルーズ（quick response cruise）によって観測されていた。アメリカ国立科学財団は、ハワイ大学のフレデリック・K・ドゥエネビアー（Frederick K. Duennebier）率いる科学者チームによる探査（学術調査航海）のために研究費を交付した。この学術航海は、ロイヒの試料採取と火山活動の解明を目的とし、1996年8月から続いた一連の群発地震及びその起源を徹底的に調べるためにはじめられた。科学者たちの想定は、研究の大半を占め、何回となく繰り返された学術航海で構成され、また、仮説の裏付けとなったフィールドワークに基礎を置いていた。ロイヒに対する追跡調査が行われた。その中では8月と9月に有人潜水艇パイシーズ号の投入も行われた。
これ等の調査は非常に多くの海岸を基本とした研究により、不足した箇所を増補された。調査航海の間に採集された新鮮な岩石により、群発地震のおこる以前に噴火が起こっていたことが明らかになった。
8月に実施された潜水調査は、1996年9月から10月にかけてNOAAが資金援助した研究から支援された。これらの細部にわたった研究で、現状ではロイヒ山頂の南端が陥没していることが明らかにされた。火山自体からマグマ溜まりへと火道を満たすマグマが急速に後退したこと、および、群発地震との両方によって引き起こされたものであろうと考えられている。差し渡しが1 km (0.6 mi)、深さが300 m (1,000 ft)の火山岩塊でできた山頂火口が作られた。この1996年イベントは100 million立方メートルの火山噴出物の流出を伴っていた。山頂にある10 km2 (3.9 sq mi)から13 km2 (5.0 sq mi)の領域が、バス並みの大きさの枕状溶岩で置き換えられ、岩の塊がごろごろし、さながら海中のガレ場の様相を呈していた。巨岩は新たに形成された火口の外縁一帯に不安定な状態で留まっていた。1996年イベントで緊急調査する以前、山頂南端にあるこの場は、「ペレ噴出口」（"Pele's Vents"）と呼ばれた熱水噴出領域（熱水フィールド）があり、安定して長期間にわたって存在するだろうと考えられていた。しかし、そこは、完全に崩落・陥没して巨大な窪みを形作り、地名を「ペレ火口」（"Pele's Pit"）に改められた。海底火山南端にできたばかりのピット・クレーターに海水が流入し、遊離した無機塩類やバクテリア代謝物と混じり合い、ロイヒ山頂の西縁から流れ出していた。その結果できる流速が非常に強い海流は、この海域への有人潜水艇による調査を非常に危険なものにしていた。
研究員たちは、噴煙のような硫化物や硫酸塩の濁りが絶え間なくもうもうと立ち込めているのに遭遇した。ペレ噴出口が突然崩壊してしまったことで、熱水噴出口生成物（hydrothermal material）が莫大に放出されていた。混合物の中に或る特定の指標鉱物の存在は、熱水の温度が摂氏250度を超えてしまったことを示唆していた。この記録は海底火山で見つかった熱水噴出口の水温の現在まで残る最高記録である。ロイヒの熱水に含まれている物質の構成は、ブラックスモーカーから出てくる熱水を構成する物質と同じであった。ブラックスモーカーとは、中央海嶺の周囲にある熱水噴出口の一種であり、濁った熱水を、あたかも工場や銭湯の煙突から吐き出す黒煙のように噴出しつづけるものである。 熱水噴出口からの物質が堆積してマウンドのようになった小山から得られたサンプルはホワイトスモーカーから得られたサンプルとよく似ていた。
いくつかの研究は火山学的にも熱水活動的にも一番活発な地域は南リフト・ゾーン沿いに所在する事を論証してみせた。それほど活動的ではない北縁での潜水調査において、その地域での微小地形はやや安定していて柱状節理が発達していることが判った。新たにできた熱水フィールド（Naha Vents：「ナハ・ベント」）はアッパーサウス・リフトゾーン（upper-south rift zone）の深さ1,325 m (4,350 ft)の場所に位置していた。

### 最近の活動
1996年イベント以来、ロイヒはそのほとんどの期間を静かにして過ごしていた。2002年から2004年にかけて、全く地震活動が記録されていなかった。2005年、再び、その海山は火山活動の兆候を示し、そこで記録された他のどのような地震よりも大きな地震をおこした。ロイヒで、それぞれ5月13日にM5.1、7月17日にM5.4の規模の2回の地震が発生した。USGS-ANSS（Advanced National Seismic System）は、これらの地震を記録していた。両方とも震源の深さは44 km (27 mi)であった。4月23日、深さおよそ33 km (21 mi)の場所でM4.3の地震が記録された。2005年12月7日から年が明けて1月18日にかけて、凡そ100回の群発地震が発生した。記録されたうち最大のものはモーメント・マグニチュードにして4の規模であり、深さ12 km (7 mi)から28 km (17 mi)にかけて発生したものだった。そのほかの地震では、後に、ロイヒとハワイ島南岸の街パハラの殆ど中間地点で記録された、M4.7の地震がある。

## 海中探査

### 初期の活動
後にロイヒと名付けられることになる当海山が世界で初めて海図に書き込まれたのはSurvey Chart 4115に記載されたものである。1940年にアメリカ国立沿岸測地局（USCGS）によって編纂されたハワイ州沿岸の海底地形図に記載されている。当時は、その海山は特別に記述すべき事項が何もない、その海域に無数に存在する名も無き海山のうちの一つでしかなかった。1952年に海山周辺で発生した巨大な群発地震のおかげで、科学者からの科学的な関心が向けられるようになった。同年、地球科学者のゴードン・A・マクドナルド（Gordon A. Macdonald）は、その海山が現実に活発な噴火をしている海底火山であり、2座のハワイ島の火山であるマウナロアやキラウエアと同じような盾状火山ではないかと言う仮説をたてた。マクドナルドの仮説は、海山をハワイ・ホットスポットが産み出したハワイ-天皇海山列の一番若い火山と位置づけていた。しかしながら、地震は火山性の地溝帯とも言うべきリフト・ゾーン（或いはヒリナ断層系）の走る方向である東西の方角に向かっており、また海山から離れて設置した地震計が火山性微動を検知しなかったために、マクドナルドは、この地震を、断層がずれ動いたために起きたものであろうと考えた。彼は、地震の発生源が火山噴火にあるとは考えなかったのである。
地質学者たちは、その海山が活動的な海底火山ではないだろうかと疑わしく思っていた。しかし、その確証がなかなか得られず、不確かなままで放置されていた。この海山が「現在でも活動する海底火山である」との説は1952年イベントの後で殆ど否定され、その後に刊行された海図には「かなり古い火山性の地形」"older volcanic feature"としばしば誤って表示された。1955年に、地質学者のケネス・O・エメリー（Kenneth O. Emery）は、この海山に名前を付けたと言われている。彼は、この海底火山が南北に長く幅の狭い外形をしていることから、ハワイ語で「長い」を意味するロイヒ（Lōʻihi）という言葉を取って、この海山に名前を付与した。1978年、ロイヒのある海域の周囲や内部で起こる群発地震として知られている強烈で再帰性のある地震活動を調査するため学術航海が行われた。海山の観測をしたところ、火山が活発に熱水を噴出しているのはもちろん、その表面が全面的に新旧織り交ぜた溶岩流で覆われているということが判明した。集積されたデータから、ロイヒが若くもしかしたら今でも活動している火山かもしれないことが明らかになった。もはや、太古に活動し今では活動していない、いうなれば「海底死火山」とみなすことは不可能に近かった。

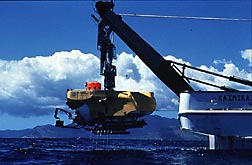
海洋調査船カイミカイ＝オ＝カナロア（R/V Kaʻimikai-o-Kanaloa：KoK）、蓄電池駆動の深海探査艇パイシーズVを進水している一場面を写す。R/V KoKはハワイ海底研究所（HURL）に所属する支援母船である。

1978年、米地質調査所の調査船は、ロイヒが現在でも活動するか否かを調べるため、底浚いで得たサンプルを収集し、ロイヒ海山山頂を写真に撮った。写真の分析と枕状溶岩の岩石標本の試験をおこなったところ、火山から噴出した物質は「新鮮な」噴火してからそんなに年月が経過していないことを示しているように思われた。ロイヒが未だ活発であることを示す更なる証拠が得られたのである。1980年10月から1981年1月にかけての調査航海ではさらに多くのサンプルを浚い上げ、何十枚にもわたる写真を撮影し、さらなる証拠がもたらされた。研究から、噴火現象はリフトゾーンにあるクレーターの南部から始まると言う事を示していた。この海域はロイヒにマグマを供給する源であるハワイ・ホットスポットのすぐそばである。1986年の群発地震を受けて、OBOs（ocean bottom observatories）5台で構成されたネットワークをロイヒ周辺に一カ月掛かりで設置した。ロイヒでは頻繁に起こる火山性微動はOBOによる地震学の研究にとって、まさにおあつらえ向きの好環境だった。1987年、潜水艇アルビン号がロイヒの多角測量（en）に使われた
そのほかには、1991年に群発地震を追跡するために自律観測機が設置された。

### 1996年イベントから現在にかけて
潜水調査でもたらされたロイヒにまつわる大部分の情報は、1996年の噴火に即座に応えてくれた。地震活動を報じられた直後の潜水調査では、海中に放出された鉱物が高い濃度で海水に混じっていて、大きなバクテリアマットがちぎれて欠片になったものが水中に漂っており、視界がとても悪くなっていた。海水中に溶け込んだ栄養塩類を餌とする微生物たちはペレ火口にできた熱水噴出口で既にコロニーを造り始めていた。ペレ火口は、そこで以前にあった熱水噴出領域が陥没してできたものである。これらのバクテリアは新しく形成された熱水噴出口から放出された物質が何であるのかを示すインジケーターになるかもしれない。更に詳しい分析を研究室で行うため、それらは注意深くサンプルされた。OBOは一時的に山頂に設置された。もっと恒久的な観測ができる機器類が設置されるときに取り外しが簡単にできるようにしてあった。
マルチビーム音響測深機を繰り返し使う海底測量が何度も行われた。その成果を利用して作られた海底地形図は、ロイヒ山頂が1996年の陥没前後でどのように変化したかを測るために使われた。熱水プルームの調査ではエネルギーの変化、および、ロイヒから放出されている溶存ミネラルが確認された。ハワイ海底研究所（HURL）所有の2,000 m (6,562 ft)まで潜航可能なパイシーズ級深海探査艇パイシーズVのおかげで、研究者は噴出口からでてくる熱水および噴出口周辺に住む微生物や熱水鉱床の標本採集が可能だった。

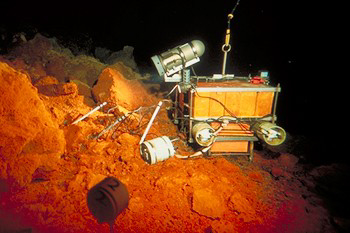
オレンジ色の岩の上に設置された、1台の小さな箱状ロボットOBO。

1997年、ハワイ大学の研究グループがOBO（Ocean bottom observatory ,「海底観測機」）をロイヒ海山の頂上に設置した。その水中観測ロボットは、Hawaiʻi Undersea Geological Observatory（「ハワイ海底地質観測機」）のアクロニムを取ってHUGO と渾名が付けられた。HUGOは、海底を這わせた光ケーブルで34 km (21 mi)離れた海岸にある操作表示部とつながっていた。このおかげで、科学者はリアルタイムでロイヒの現況についての震動・化学・画像の各種データを得ることが出来た。この段階で、HUGOは、海底火山についての研究を深めるうえで欠かせない、国際的な海底火山研究所となった。1998年10月、HUGOに電力を送り続け、各データを伝送してきた海底ケーブルが切断されてしまった。このことは、観測所が事実上閉鎖することを意味していた。翌年の1月19日、HUGOはパイシーズVの訪問を受けた。この観測ロボットは、2002年に再び機能不全をきたすまでの4年間にわたってその役割を果たした。
2006年から毎年10月になると、アメリカ国立科学財団から資金提供を受けた（Fe-Oxidizing Microbial Observatory ,FeMO「鉄酸化微生物観測所」）およびMicrobial Observatory Programがロイヒの微生物の調査を目的とした現地への航海を主催してきた。第一回目は、R/V Melvilleおよび同船に支援される潜水艇JASON2を利用しての9月22日から10月9日にかけて行われたものだった。これらの航海では鉄バクテリアをはじめとしたロイヒに生息する多数の化学合成生物について研究をした。ロイヒで広い範囲に分布する熱水噴出孔は高濃度のCO2と鉄イオン、低濃度の硫黄分で特徴づけられる。ロイヒ周辺に現れる、このような傾向はFeOBと呼ばれる鉄酸化細菌にとって生育に最適な環境になる。

## 生態系

### 熱水噴出孔の地質化学

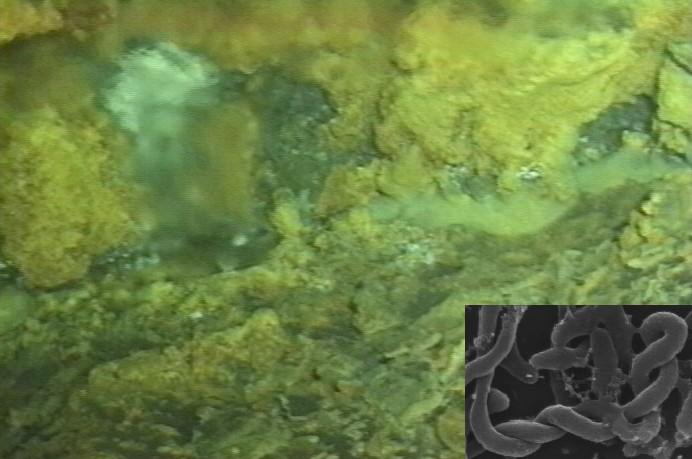
160 ℃の熱水が出る噴出口で繁殖した微生物マット。嵌め込み写真（インセット）にバクテリアの電子顕微鏡写真を示す

太平洋のほぼ真ん中というロイヒの位置、および、熱水噴出システムが長期間存在していることは、微生物の生態系にとっての豊かなオアシスが育まれるのに多大な貢献をしている。広大な熱水噴出地域はロイヒの火口底や北斜面、ロイヒ山頂周囲で発見される。活発な熱水噴出口は1980年代後半に初めて見つかった。これらロイヒで見つけられる噴出口は、中央海嶺にあるものと見分けがつかないくらい良く似ている。両者の間では、構成物が類似し、違いが有ると言えば吐き出す熱水の温度ぐらいで、両者はほぼ同一と言っていいものである。ロイヒ山頂には2箇所の一番活動的な熱水フィールドがある。「ペレ火口」（Pele's Pit、以前は「ペレ噴出口」、Pele's Vents）、および、「カポ噴出口」（Kapo's Vents）である。これら2大熱水フィールドはハワイ神話に出てくる神々であるペレとその姉妹カポに因んで名付けられた。これらの噴出口から出てくる水は摂氏30 ℃程度しかないため、これらは「低温噴出口」であると考えられている。1996年噴火でペレ火口が形成されたことにより、この噴出口は「高温噴出口」に変わってしまっていた。1996年、噴火直後に出口の熱水を測ったところ、摂氏77 ℃を記録したのである。。
| 熱水噴出口                               | 水深               | 位置                   | 備考                       |
| ---------------------------------------- | ------------------ | ---------------------- | -------------------------- |
| ペレ（英："Pele's"）                     | 1,000 m (3,281 ft) | 山頂南部               | 1996年イベントで消滅       |
| カポ（"Kapo's"）                         | 1,280 m (4,199 ft) | アッパーサウス・リフト | 現在熱水の噴出を確認できず |
| フォビドン（"Forbidden"）                | 1,160 m (3,806 ft) | ペレ火口（Pele's Pit） | 水温200 ℃以上              |
| ロヒアウ（"Lohiau"、ハワイ語：「遅い」） | 1,173 m (3,850 ft) | ペレ火口               | 77 ℃                       |
| パハク（"Pahaku"、「岩が多い」)          | 1,196 m (3,924 ft) | 南リフト・ゾーン       | 17 ℃                       |
| ウラ（"Ula"、「赤い」）                  | 1,099 m (3,606 ft) | 山頂南部               | Diffuse venting            |
| マクシミリアン（"Maximilian"）           | 1,249 m (4,098 ft) | 山頂近くの西部中腹     | Diffuse venting            |
| ナハ（"Naha"）                           | 1,325 m (4,347 ft) | 南リフト・ゾーン       | 23 ℃                       |

### 微生物
熱水噴出口群は海面下1,100 m (3,600 ft)から1,325 m (4,347 ft)にかけての深度に存在する。また、水温は、低いものでは摂氏10 ℃から、高いものでは200 ℃になるものまで存在する。熱水噴出口からの熱水はCO2（up to 17 mM）とFeを高濃度に含有し、対照的に硫化物イオンを低濃度で含むことで特徴づけられる。酸素濃度とpHレベルが低く保たれていることは、噴き出す熱水が鉄イオンを高濃度に含むことの助けになる重要な要素である。これらはロイヒが他の熱水鉱床とは違う特色のうちの一つである。これらの特徴は、FeOBとも呼ばれる鉄バクテリアにとって繁栄に最適な生育条件を生み出す。これらの種の例にプロテオバクテリア門ゼータプロテオバクテリア綱を構成する1科1属1種の細菌であるMariprofundus ferrooxydansが挙げられる。 ロイヒにある熱水噴出口の、上へと伸びた煙突のようなものを構成する物質の組成は、ブラックスモーカーと同じである。それらは古細菌をはじめとする好熱菌などの極限環境微生物のすみかである。次の2年間掛かりで観察された鉱物の酸化と溶解現象の結果は、硫酸塩鉱物は簡単に分解されてしまうことを示唆している。
微生物マットの多様な微生物の群落は、ペレ火口の底の大部分を絨毯のように覆い、また、熱水噴出口を取り巻いている。NOAAが西太平洋とハワイ研究のために設立した研究センターであるハワイ海底研究所は、熱水システムを監視し調査しており、ロイヒ固有の微生物コミュニティについての研究をしている。
1999年、アメリカ国立科学財団（NSF）は、ロイヒ周辺に住む極限環境微生物のサンプリングを目的とした当海域への調査航海を資金面で支援した。微生物マットは摂氏160 ℃の熱水噴出口を取り巻き、奇抜なクラゲのような有機体を含んでいた。サンプルはNSFの海洋バイオプロダクト工学センター（Marine Bioproducts Engineering Center, MarBEC）で研究するために採集された。2001年、パイシーズV は、その有機体のサンプルを収集し、研究のために海上へ送り届けた。
NOAAのアメリカ国立海底研究センターとNSFの海洋バイオプロダクト工学センターは、ロイヒ周辺にしか生息していない好熱性古細菌および細菌の採集・研究をするために、お互いの弱点を補完するなどの協力をしあっている。鉄酸化バクテリアの採集（FeMO）を目的とした第四回目の研究航海は2009年10月に行われた。

### 大型多細胞生物
ロイヒ周辺の海中を主な生活圏とする海生生物は、火山活動がロイヒよりも活発ではない他の海山ほど生物種に満ち溢れているわけではない。ロイヒ周辺に生息する魚類ではアンコウ科の一種（Celebes monkfish）、および、ホラアナゴ科の一種の魚がこれまでで見つかっている。この海域で確認された無脊椎動物は、ここの熱水噴出口に固有な生物種、2種が含まれている。オハラエビ科（Alvinocarididae）の一種、トウロウオハラエビ （bresiliid shrimp, 学名：Opaepele loihi）（1995年同定）、そして、シボグリヌム科の動物の仲間である。1996年イベントの後の潜航調査では、エビ類も、ワーム類のどちらもが発見できなかった。海底火山の噴火がこれらの種に持続的な影響があるかどうかは、これからの知見が待たれるところである。
1982年から1992年にかけての10年間、NURP・ハワイ海底研究所（HURL）にいる研究者は深海探査艇の窓の外を泳ぐ魚の写真を撮影した。これらの魚類はロイヒ海山、ジョンストン島、およびクロス海山周辺の深さ40 m (130 ft)から2,000 m (6,600 ft)にかけての深さを生息域にしているものであった。ロイヒで特定された少数の種には、ハワイで新しく記録された目撃例になったものがある。その中にはフサアンコウ科のホンフサアンコウ（英名：Tassled coffinfish ,学名：Chaunax fimbriatus）、それに、Celebes monkfishが含まれている。